# أبو يوسف بن سمعان
السيد ناصر الدين أبو يوسف جشتي بن أبو نصر محمد سمعان كان وليًّا صوفيًا في وقت مبكر.
كان خليفة لخاله ومعلمه أبو محمد الجشتي [الإنجليزية]، الحلقة الحادية عشرة في السلسلة الصوفية للطريقة الجشتية، وأب ومعلم لمودود الجشتي. إن أبا يوسف من نسل النبي محمد. تُوفي في 13 رجب 459هـ (أيار 1067م) عن عمر يناهز 84 عامًا.